# Bernhard Seikovits
Bernhard Seikovits (Vienna, 24 luglio 1997) è un giocatore di football americano austriaco che milita nel ruolo di tight end negli Arizona Cardinals.